# 연강
연강(延康)은 중국 후한(後漢) 헌제(獻帝)의 네 번째 연호이자 후한의 마지막 연호이다. 220년 1월 당시 승상이며 위왕인 조조(曹操)가 죽고 조비(曹丕)가 위왕에 오르자 이를 기념하기 위해 개원하여 같은 해 10월까지 10개월 동안 사용하였다. 220년 10월 헌제는 조비에게 선위하고 황제에서 물러났으며 이로써 위(魏)나라가 건국되고 후한은 멸망하였다.
한중왕(漢中王) 유비(劉備)는 연강 연호를 인정하지 않았기 때문에 건안 연호를 계속 이어서 사용하였다.

## 개원
건안(建安) 25년 1월 23일(220년 3월 15일)에 연호를 연강(延康)으로 개원함.

## 연대대조표
| 연강                | 원년       |
| 서력                | 220년      |
| 육십간지 (六十干支) | 경자(庚子) |

## 같이 보기
- 중국의 연호